# 금이성
금이성(金伊城)은 세종특별자치시 전동면에 위치한 금성산에 축조된 길이 714 m의 테뫼식 산성이다.1989년 12월 29일 충청남도 기념물 제78호로 지정되었으나, 2012년 7월 1일 세종특별자치시 출범에 따라 지정이 해지되고, 동년 12월 31일 세종특별자치시 기념물 제5호로 지정되었다.

## 개요
성이 견고하게 구축되어 철옹성 같다 하여 쇠성 또는 금성이라 부르기도 한다. 성의 폭은 4.5m ~ 5m 에 이르고 현재 남아있는 부분의 높이는 3m 정도이다.
남쪽의 성벽이 비교적 잘 남아 있다. 시설은 성의 북단과 동남 서남단에 망루지의 형태가 남아 있고 동·북·서쪽에서 문터가 확인된다. 성내 정상부에 건물터의 흔적이 있으나 자세하지 않다. 성내에서 고려시대 유물로 보여지는 항아리, 대접, 사발 등 도기 조각 등이 발견되었다.

## 문화재 발굴
(재)한국고고환경연구소에서 2015년 11월 16일부터 9월 19일까지 실시한 '세종특별자치시 금이성 복원정비사업' 발굴조사 결과 철복 등 306점이 출토되었다.

## 같이 보기
- 한국고고환경연구소